# Larrabee (Wisconsin)
Larrabee es un pueblo ubicado en el condado de Waupaca en el estado estadounidense de Wisconsin. En el censo de 2010 tenía una población de 1.381 habitantes y una densidad poblacional de 15,96 personas por km².

## Geografía
Larrabee se encuentra ubicado en las coordenadas 44°38′11″N 88°48′27″O / 44.63639, -88.80750. Según la Oficina del Censo de los Estados Unidos, Larrabee tiene una superficie total de 86.51 km², de la cual 85.65 km² corresponden a tierra firme y (0.99%) 0.86 km² es agua.

## Demografía
Según el censo de 2010, había 1.381 personas residiendo en Larrabee. La densidad de población era de 15,96 hab./km². De los 1.381 habitantes, Larrabee estaba compuesto por el 95.87% blancos, el 0% eran afroamericanos, el 0.43% eran amerindios, el 0.43% eran asiáticos, el 0% eran isleños del Pacífico, el 1.45% eran de otras razas y el 1.81% pertenecían a dos o más razas. Del total de la población el 3.33% eran hispanos o latinos de cualquier raza.